# Mehmet Şerafettin Yaltkaya
Hfz. Mehmet Şerafettin ef. Yaltkaya (Istanbul, 1879. – Ankara, 23. travnja 1947.), turski teolog, drugi po redu predsjednik Uprave za vjerske poslove Turske. Prevodio je dženaza-namaz Mustafi Kemalu Atatürku u palači Dolmabahče u Istanbulu.

## Životopis
Mehmet Şerafettin Yaltkaya je rođen 1879. godine u Istanbulu. Dok je pohađao osnovnu školu, postao je hafiz. Završio je srednju školu Davutpaşa i Darü'l-Muallimi, a zatim je davao privatne sate učenicima. Godine 1909. godine bio je predavač u privatnoj školi po imenu Darü'l-İlm ve't-Talim, a potom je djelovao i kao predavač u raznim srednjim školama. Godine 1924. imenovan je profesorom povijesti Kelama na Islamskom teološkom fakultetu u Darülfünu. Godine 1933., kada je taj fakultet zatvoren i otvoren Institut za islamske studije, postao je redovni profesor na katedri za islamsku religiju i filozofiju na Fakultetu književnosti Sveučilišta u Istanbulu. U Upravi za vjerske poslove imenovan je na dužnosti predsjednika 1942. godine. Na toj dužnosti je ostao sve do svoje smrti, 23. travnja 1947. godine.

## Djela
- Simavna Kadısı Oğlu Şeyh Bedreddin
- Kur'an Tarihi
- Tarih-i Düvel Tercümesi
- Yedi Askı Tercümesi
- Fezailü'l-Etrak Tercümesi
- Baybars Tercümesi
- İbn-i Esirler ve Meşahir-i Ûlemâ

## Vanjske poveznice
- Mehmet Şerafeddin ef. Yaltkaya